# Héctor Francino
Héctor René Francino Cáceres (Iquique, Región de Tarapacá, Chile, 9 de julio de 1961) es un exfutbolista chileno que se desempeñaba en la posición de Mediocampista. Actualmente reside en Estados Unidos, trabajando en la formación de futbolistas.

## Trayectoria
Se inició en las divisiones inferiores del club Universidad Católica, en el cual debutó como profesional en 1979 en la Primera División. Siendo juvenil en el club cruzado obtuvo la corona del Torneo Internacional de Croix Sub-19 de 1980 al superar al Dinamo de Moscú en la final.
En 1982 emigra al club de su ciudad Deportes Iquique donde juega cuatro temporadas, es actualmente el quinto goleador histórico del club con 40 goles, siendo recordado hasta el día de hoy. Posteriormente juega tres temporadas en Unión Española de 1986 a 1988. Luego pasa por varios clubes donde destaca su paso por Deportes Concepción donde disputa la Copa Libertadores 1991.

## Selección nacional
Por la Selección chilena de fútbol, formó parte de la nómina que participó en los Juegos Panamericanos de Indianapolís de 1987, donde obtuvieron medalla de plata al caer derrotado por 2-0 en la prórroga ante la Selección de Brasil.

### Particpación en Juegos Panamericanos
| Juegos                             | Sede           | Resultado        |
| ---------------------------------- | -------------- | ---------------- |
| Panamericanos de Indianápolis 1987 | Estados Unidos | Medalla de Plata |

## Clubes
| Club                 | País  | Año       |
| -------------------- | ----- | --------- |
| Universidad Católica | Chile | 1979-1981 |
| Deportes Iquique     | Chile | 1982-1985 |
| Unión Española       | Chile | 1986-1988 |
| Deportes Iquique     | Chile | 1989      |
| Naval                | Chile | 1990      |
| Deportes Concepción  | Chile | 1991      |
| Everton              | Chile | 1992      |
| Fernández Vial       | Chile | 1993      |
| Audax Italiano       | Chile | 1994      |
| Deportes Iquique     | Chile | 1995-1996 |

## Palmarés

### Títulos internacionales
| Título                            | Club (*)                     | País           | Año  |
| --------------------------------- | ---------------------------- | -------------- | ---- |
| Medalla de plata en Panamericanos | Selección de fútbol de Chile | Estados Unidos | 1987 |

(*) Incluyendo la Selección